# Dubova Korcima, Horohiv
Dubova Korcima (în ucraineană Дубова Корчма) este un sat în comuna Uhrîniv din raionul Horohiv, regiunea Volînia, Ucraina.

## Demografie
Componența lingvistică a localității Dubova Korcima
     Ucraineană (98,9%)
     Rusă (1,1%)
Conform recensământului din 2001, majoritatea populației localității Dubova Korcima era vorbitoare de ucraineană (98,9%), existând în minoritate și vorbitori de rusă (1,1%).